# Pokój Leo
Pokój Leo (hiszp. El cuarto de Leo) – urugwajsko-argentyński dramat filmowy z 2009 roku, napisany i wyreżyserowany przez Enrique Buchichio. Zdjęcia kręcono w Urugwaju.
Projekt został zakwalifikowany do konkursu na Festiwalu w San Sebastian w 2009 roku. Wyświetlany był także na festiwalach kina LGBT, w tym w Polsce w trakcie festiwalu EuroPride 2010.

## Opis fabuły
Dwudziestodziewięcioletni Leo jest studentem zagubionym w relacjach damsko-męskich. Nadal nie potrafi jednoznacznie określić swojej seksualności. Pomóc w tym mają mu dwie okazje: przypadkowe spotkanie Caro, dawnej koleżanki ze szkoły, oraz poznanie przystojnego i ułożonego, pogodzonego ze swoją orientacją Seby.

## Obsada
- Martín Rodríguez − Leo
- Cecilia Cósero − Caro
- Gerardo Begérez − Seba
- Mirella Pascual − matka Leo
- Sylvia Murninkas − Leticia
- Sebastián Serantes − Javier
- Arturo Goetz − Juan
- Rafael Soliwoda − Felipe
- Carolina Alarcón − Andrea

## Festiwale filmowe
Film zaprezentowano podczas następujących festiwali filmowych:
- 2009: Hiszpania − San Sebastian International Film Festival
- 2009: Francja − Biarritz Latin Film Festival
- 2010: Stany Zjednoczone − Seattle International Film Festival
- 2010: Stany Zjednoczone − Milwaukee Film Festival
- 2010: Polska − EuroPride Festival